# Mourad Bey (Tunisie)
Pour l’article homonyme, voir Mourad Bey.
Mourad Ier ou Murād Qūrçū (arabe : مراد الأول), mort en 1631, est le premier bey héréditaire de Tunis, fondateur de la dynastie des Mouradites. Il règne de 1613 à sa mort.

## Biographie
Giacomo Santi (ou Santo), originaire de Corse, probablement du village de Levie au sud l'île, est capturé par des corsaires de Tunis à l'âge de neuf ans et vendu au premier bey de Tunis, l'ancien mamelouk Romdhane. Comme l'écrit le chroniqueur tunisien Ibn Abi Dinar (1610-1690), ce dernier « procéda à l'acquisition d'un certain nombre de mamelouks […] De son vivant, de nombreux hommes parmi ces mamelouks devinrent de grands dignitaires […] Murād Bey était le plus noble de caractère et le plus illustre (…) doué pour la politique ». Mourad occupe, de 1604 à 1609, le poste stratégique de douanier de Tunis, qui lui permet de nouer des contacts étroits avec le milieu des marchands chrétiens de la province. Sans doute avec l'accord de Youssef Dey, Mourad succède à son maître en 1613 comme bey de Tunis. Il participe à des missions de pacification de l'arrière-pays et de collecte des impôts à la tête d'une colonne armée, la mhalla. En tant que successeur de Romdhane Bey, Mourad hérite de l'une des plus puissantes maisonnées de Tunis, composée de mamelouks, de soldats dévoués et d'esclaves. Il s'enrichit grâce à la course et obtient par la suite le titre de pacha de Tunis en 1631 de la part du sultan ottoman, et le droit de transmettre sa charge de bey à son fils et héritier Hammouda. C'est ainsi qu'est fondée la dynastie des beys mouradites dont les représentants vont jouer un rôle prépondérant dans le gouvernement de la Tunisie.
Mourad Bey jouit de l'égard du sultan ottoman mais aussi d'une grande autonomie administrative et d'une relative indépendance politique et diplomatique. En réalité, le gouvernement de Tunis — le dey, le bey et le diwan — s'autorise à conclure des traités de paix et de commerce avec le royaume de France. Mourad Bey entretient également une correspondance diplomatique avec les grands-ducs de Toscane. Les hommes au pouvoir à Tunis ne demandent eux-mêmes aux villes et aux tribus de l'intérieur que le minimum de dépendance nécessaire au maintien de l'ordre et de la sécurité. Le bey du camp ne lève pas à proprement parler un impôt mais une sorte de tribut annuel qui, une fois acquitté par les intéressés, permet à ceux-ci de vivre selon leurs us et coutumes. La Tunisie acquiert sous les premiers beys mouradites une réelle prospérité avec les activités de négoce et de course et la levée régulière des impôts.
Dans le domaine de l'art, la grande mosquée de Kairouan connaît, sous le règne de Mourad Bey qui voulait laisser son empreinte dans le vénérable édifice, quelques travaux de restauration qui concernent principalement certaines parties des plafonds en bois peint de la salle de prière ; ces travaux sont datés de 1028 de l'hégire (correspondant à 1618),.